# Duerne
Duerne település Franciaországban, Rhône megyében. Lakosainak száma 842 fő (2022. január 1.). Duerne Montromant, Saint-Genis-l'Argentière, Saint-Martin-en-Haut, Aveize és La Chapelle-sur-Coise községekkel határos.

## Népesség
A település népességének változása:
| Lakosok száma | 786  | 811  | 839  | 829  | 830  | 837  | 839  | 840  | 842  |
|               | 2013 | 2015 | 2016 | 2017 | 2018 | 2019 | 2020 | 2021 | 2022 |